# تربنجه
تربنجه (بالإنجليزية: Trebnje)‏ هي مستوطنة تقع في سلوفينيا في Lower Carniola. يقدر عدد سكانها بـ 3,478 نسمة ومساحتها 4.1 كم2 وترتفع عن سطح البحر 288.5 متر.

## المدن التوأمة
مدينة Castelnuovo del Garda هي مدينة توأمة لـتربنجه.